# Igreja Unida
.

Logomarca das Igrejas Unida, Processo INPI nº 917155424

A Igreja Unida é uma instituição evangélica, do segmento pentecostal da segunda onda, fundada em São Paulo, Brasil em 12 de julho de 1963. Em sua fundação teve como presidente o pastor Luís Schiliró. A entidade tem como única regra de fé e prática, declaradamente, as Escrituras Sagradas, a Bíblia. Seus membros aceitam e praticam o batismo nas águas por imersão, e em nome da Trindade Divina. O seu primeiro nome, no momento de sua fundação, foi Igreja Evangélica Pentecostal Unida, alterado posteriormente por problemas de ordem legal.

## História
A Igreja Unida foi fundada de um modo peculiar. Enquanto muitas denominações surgem em função de divisões originadas por questões doutrinárias ou interesses pessoais, essa denominação surge de uma união, ou seja, de uma fusão como veremos a seguir.
No princípio eram três Igrejas: Igreja Cristã Pentecostal de Evangelização e Cura Divina “Maravilha de Jesus”, presidida pelo Pastor Samuel Spazapan; Igreja Evangélica do Povo, presidida pelo Pastor José Spassapan e Igreja Cristã Evangélica Unida, cujo Pastor presidente era Francisco Cardoso.

Logicamente, tendo em vista a importância do passo que seria dado pelas três denominações, foram necessárias muitas reuniões, principalmente entre as lideranças, muitas reuniões de oração e vigílias e porque não dizer muitas lágrimas derramadas, pois, havia necessidade de se verificar os pontos em comum existentes entre aquelas denominações, superar alguns pontos de divergência e inclusive abrir-se mão de nomes para se chegar a um denominador comum, escolhendo-se um nome que fosse de consenso e graças ao nosso Bom Deus e a sublime direção do Espírito Santo, todas as barreiras foram superadas e o sonho daquelas lideranças pôde se tornar realidade.

Lei nº 14.410, de 12/04/2011

Assim, no dia 12 de julho de 1963, às 20h30 no salão das Classes Laboriosas, situado na Rua Roberto Simonsen N° 22 Centro, de São Paulo, sob a presidência do Pastor Luiz Schiliró, com a presença de obreiros e representantes das três Igrejas, houve a fundação da Igreja Evangélica Pentecostal Unida, formando-se, por eleição naquela mesma noite a Diretoria Executiva constituída dos seguintes irmãos:
- Presidente – Pastor Luiz Schiliró,
- Vice Presidente – Pastor Samuel Spazapan,
- 1° Secretário – Presbítero Paulo Máximo Tostes
- 2° Secretário – Pastor Francisco Cardoso
- 1° Tesoureiro – Pastor Luiz Reinaldo Ferreira
- 2° Tesoureiro – Duarte Soares de Vasconcelos,
- Diretor de Patrimônio – Pastor José Maria Ayres
- Conselheiros  Pastor Eurico de Almeida Vieira e Pastor José Spassapan

Em 2011, o governador do Estado de São Paulo, Geraldo Alckmin, no uso de suas atribuições legais, assinou a Lei nº 14.410 de 12/04/2011, instituindo o DIA DA IGREJA UNIDA. 
No ano de 2013, a Igreja Unida comemorou o seu jubileu de ouro de fundação, através de sua entidade regente, a Convenção Unida Internacional. O atual presidente da Igreja Unida é o pastor Leonardo Meyer.
A Igreja manteve a Denominação de Igreja Evangélica Pentecostal Unida, durante muitos anos, porém, por problemas de ordem legal, teve que mudar de nome, e submetendo-se alguns nomes à aprovação da Assembléia, foi escolhido o nome IGREJA UNIDA em 14/08/1987, que permanece até a data de hoje. Consulte a localização das igrejas Unida.
Desde 17/12/2019, a Igreja Unida possui registro de sua marca "IGREJA UNIDA, O MUNDO PARA CRISTO, THE WORLD TO CHRIST", junto ao INPI - INSTITUTO NACIONAL DE PROPRIEDADE INDUSTRIAL, sob Processo nº 917155424.

## Confissão de Fé
- Em Deus, criador e sustentador de todas as coisas, imanente no Universo e do mesmo transcendente, e Pai de todos os homens, fonte de vida, de toda beleza e bondade, de toda verdade e amor.
- Em Jesus Cristo, Deus manifesto na carne, nosso guia e exemplo de santidade, humildade e amor, redentor e salvador do mundo.
- No Espírito Santo, Deus presente conosco, consolador, providenciando direção, conforto e força para a nossa vida, e que é, na realidade, o selo para a redenção.
- Que há três pessoas na divindade: o Pai, o Filho e o Espirito Santo, indivisíveis em sua essência, iguais em poder e glória.
- Que na pessoa de nosso Senhor Jesus Cristo acham-se unidas a natureza humana e a divina, de modo que ele é  verdadeiro Deus e verdadeiro homem.
- Que nossos primeiros pais foram criados em estados de inocência; e por sua desobediência, porém,  perderam sua pureza e felicidade e, em conseqüência de sua queda, todos homens se tornaram pecadores, expostos justamente à ira de Deus;
- Que o Senhor Jesus Cristo tem feito, pelo seu sofrimento e morte, expiação pelos pecados de todo mundo, de sorte que todo aquele que quiser pode ser salvo;
- No perdão dos pecados, na vida de amor e oração e na graça suficiente para todas as nossas necessidades;
- Na palavra de Deus na sua integridade, como regra de fé  e prática;
- Que o arrependimento para com Deus, a fé em nosso Senhor Jesus Cristo e a regeneração pelo Espírito Santo, são necessários à salvação dos homens;
- Que somos justificados pela graça, mediante a fé em nosso Senhor Jesus Cristo e que todo aquele que crê tem o testemunho em si mesmo;
- Que é privilégio de todos os crentes serem inteiramente santificados, e que o espírito, alma e corpo podem ser preservados em mancha, até a vinda de nosso Senhor Jesus Cristo;
- Na imortalidade da alma, na ressurreição do corpo no juízo final, na felicidade eterna dos justos e no castigo eterno dos maus;
- Ser o batismo por imersão o cumprimento da justiça de Deus e significa o sepultamento da vida de pecados e o surgimento de uma nova vida em Deus;
- No batismo bíblico efetuado por imersão do corpo inteiro uma só vez em águas, e em nome do Pai, do Filho e Espírito Santo, conforme determinou o Senhor Jesus Cristo;
- Na atualidade do batismo no Espírito Santo, como promessa viável a todos os que crêem;
- Na cura libertação de todos os males pelo poder da fé e que os sinais acompanham os que crêem e que os mesmos são operados mediante a oração da fé no nome do Senhor Jesus Cristo;
- Na igreja como Congregação de todos que se unem ao Senhor redivivo, para adoração e serviço;
- No reino de Deus, como governo divino, na sociedade humana e na fraternidade dos homens sob a paternidade de Deus;
- No arrebatamento da Igreja, na ressurreição dos mortos e na segunda vida de nosso Senhor Jesus.
- No triunfo final da justiça e na vida eterna. Amém.